# SIG Combibloc Group
A história da Schweizerische Industrie Gesellschaft (SIG) começa em 1853 com a fabricação de vagões ferroviários e engloba também a tecnologia de armas, design e fabricação de ferramentas e produção de sistemas de engenharia, culminando na produção atual de embalagens e máquinas de envase. A história da embalagem cartonada da SIG Combibloc é apenas alguns anos mais nova e data da invenção da ‘Perga’, a primeira embalagem cartonada da Europa.
A SIG atuou em vários negócios durante seus mais de 170 anos de operação mas, desde 2000,  a empresa passou por uma reorientação estratégica, vendendo a filial da SIG Sauer para a L&O Holding e concentrando-se em suas operações de embalagem, SIG Pack e SIG Beverages e, em seguida, exclusivamente em sua divisão de infraestrutura e embalagem de cartão asséptico SIG Combibloc.
Em 2007, a SIG Holding AG foi adquirida pelo Rank Group Limited, empresa de investimentos privados do empresário neozelandês Graeme Hart, e operava sob sua subsidiária, Reynolds Group Holdings Ltd., que, em março de 2015, anunciou a conclusão da venda da SIG para Onex Corporation do Canadá.
Em junho de 2022, a SIG garantiu a aquisição da Scholle IPN, visando ampliar a liderança em sistemas e soluções de embalagens sustentáveis. Scholle IPN era então a número 1 em embalagens bag-in-box e número dois em spouted pouches, com uma receita de 474 milhões de euros. O valor empresarial da aquisição foi de 1,36 bilhões de euros, financiados por uma combinação de ações, dinheiro e refinanciamento da dívida. 
Com a aquisição, a empresa passou por um processo de adaptação de sua marca, mudando seu nome comercial para SIG Group, deixando de utilizar o "Combibloc". 

## História

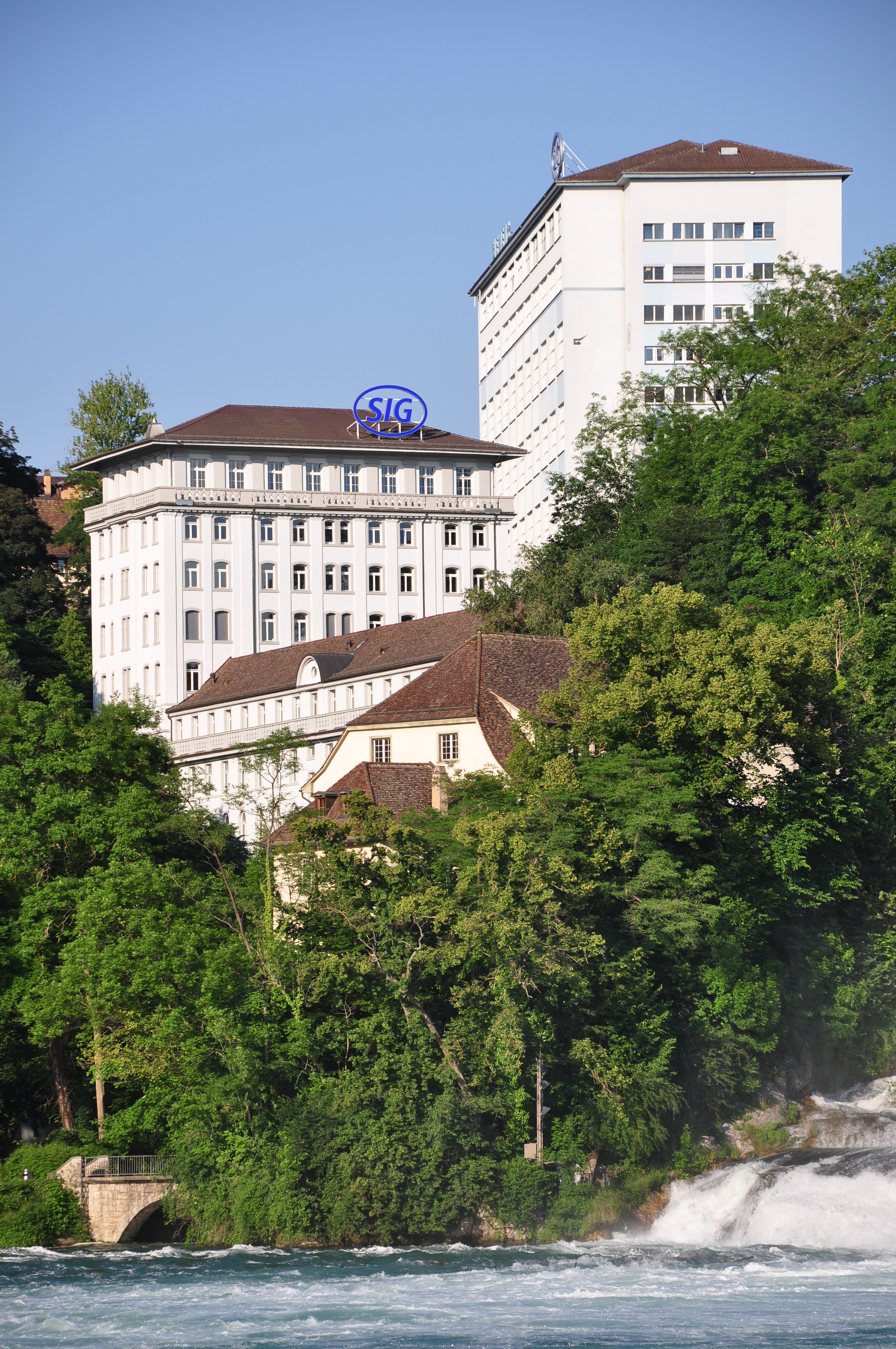
Edifício sede da SIG em Neuhausen am Rheinfall.

A Schweizerische Waggonfabrik ("Fábrica de vagões suíços") foi fundado em 1853 por Friedrich Peyer im Hof, Heinrich Moser e Johann Conrad Neher. Desde 1854, produziu vagões para as empresas ferroviárias suíças emergentes. Friedrich Peyer foi um dos primeiros defensores da construção ferroviária e foi um dos diretores da Swiss Northeastern Railway, também fundada em 1853. O foco na sustentabilidade esteve evidente desde o primeiro dia, a começar com a decisão de basear a companhia e sua fábrica perto das Rhine Falls, devido à opção pelas fontes renováveis de energia, empregando 150 trabalhadores, em meados da década de 1850. Na década de 1860 já empregava 500 trabalhadores.
Como a Wagonworks não tinha inicialmente sua própria ferrovia de ligação, os vagões tinham de ser transportados para a estação ferroviária de Schaffhausen por tração animal, e posteriormente para a então recém-inaugurada Badische Station Neuhausen. Os vagões de trem começaram a ser construídos em Neuhausen em 1931. O sucesso veio rapidamente e em 1855 os primeiros vagões da SIG receberam elogios na Feira Mundial de Paris. Nas décadas seguintes, a SIG abarcou todos os estágios da fabricação de vagões, dos modelos de madeira aos projetos leves e soldados de aço autossustentável e ligas de alumínio. Mesmo hoje, é possível encontrar a logomarca da SIG em cabines de teleféricos na Suíça e muitas das ferrovias privadas existentes nos Alpes.
No início da década de 1980, a SIG foi a projetista e construtora dos bondes de Utrecht. 27 foram encomendados e entregues em 1983 e estiveram em funcionamento até 2020.

#### Alta tecnologia da década de 1960: o lendário trem TEE.
No entanto, no começo da década de 1990, a consolidação da indústria de materiais de rodagem ferroviários levou a SIG a fundir sua divisão em uma joint venture com a companhia italiana FIAT. Em 2000, todas as ações foram vendidas para o Alstom Group. Assim, chegou ao fim a era ferroviária, que marcou o início da história da SIG.

#### A era da tecnologia de armas, máquinas e máquinas-ferramentas
Os suíços são conhecidos no mundo todo por sua precisão e atenção obsessiva aos detalhes. E talvez não haja nada mais eloquente sobre as excepcionais capacitações de engenharia da SIG do que a sua escolha como fornecedora para as forças armadas suíças e para a manutenção da ordem pública. Em 1860 a SIG começou a se dedicar à fabricação de armas. Isso foi em parte motivado pelos acontecimentos políticos, uma vez que a Suíça – cercada por nações novas e instáveis e ela própria se encaminhando para um sistema federal mais organizado – buscava fortalecer sua capacidade de defesa. A SIG continuou fornecendo ao exército suíço até o fim do século XX.
Outra arena em que a SIG brilhou foi a de armas de fogo esportivas, onde ela mais uma vez deixou sua marca com instrumentos de precisão e alta tecnologia, que venceram vários campeonatos mundiais e olímpicos. A divisão de Armas da SIG foi vendida para investidores alemães em 2000, encerrando a era da fabricação de armamentos.

### Um novo foco: máquinas de fabricação de embalagens
Em 1906, para compensar os ciclos econômicos dos setores de fabricação de vagões ferroviários e armas leves, a SIG entrou para o mercado de máquinas de fabricação de embalagens. Na época ela se dedicava principalmente a produção de embalagens para barras de chocolate e cubos de temperos para sopas. Posteriormente, passou a produzir embalagens para produtos de panificação e manteiga.
Em 1944, as primeiras máquinas capazes de manipular produtos não alimentícios foram desenvolvidas (linha de envase de sabões em pó). Essas máquinas de embalar logo estavam em operação no mundo todo. Praticamente todas elas eram customizadas, o que abriu perspectivas interessantes para as atividades de design e desenvolvimento.
Ao longo das décadas seguintes, a SIG solidificou sua reputação de especialista em embalagens. Inovações como a produção de sacos plásticos, as máquinas de envase e selagem e também as linhas de embalagem à vácuo para pó de café, se impuseram. Em 1944, a divisão de máquinas de embalar foi reorganizada e transformada em uma divisão autônoma designada ‘Packaging’ – que iria se transformar na divisão SIG Pack.
Um passo vital foi dado em 1989, com a aquisição da PKL Papier- und Klebstoffwerke Linnich. Com ela, a SIG entrou no setor de embalagens para produtos líquidos como leite, sucos, sopas e molhos – lançando assim a base para a divisão SIG Combibloc.
Com a divisão complementar SIG Beverages em operação, o grupo passou a ser um dos maiores fornecedores de soluções de embalagem do mundo. Como parte de uma estratégia contínua de atenção aos seus esforços, em 2004 a companhia vendeu a divisão SIG Pack para a Robert Bosch Packaging Technology e em 2008 a divisão SIG Beverages foi vendida para a Salzgitter AG.

#### Aquisições reforçam a posição no mercado
Unindo a engenharia suíço-alemã com a engenhosidade americana, em 2022, SIG e Scholle IPN uniram forças. As soluções de embalagem agora cobrem embalagens cartonadas, bag-in-box e pouches.
Também em 2022, a SIG adquiriu as operações de embalagens cartonadas resfriadas da Pactiv Evergreen Inc na região Ásia-Pacífico. Com isso, o portfólio de produtos expandiu-se para máquinas de envase, embalagens cartonadas e tampas para o segmento de refrigerados, principalmente para leite. A SIG fortaleceu sua posição de mercado na China, Coréia do Sul, Taiwan, bem como em outros mercados do Sudeste Asiático.

## Galeria

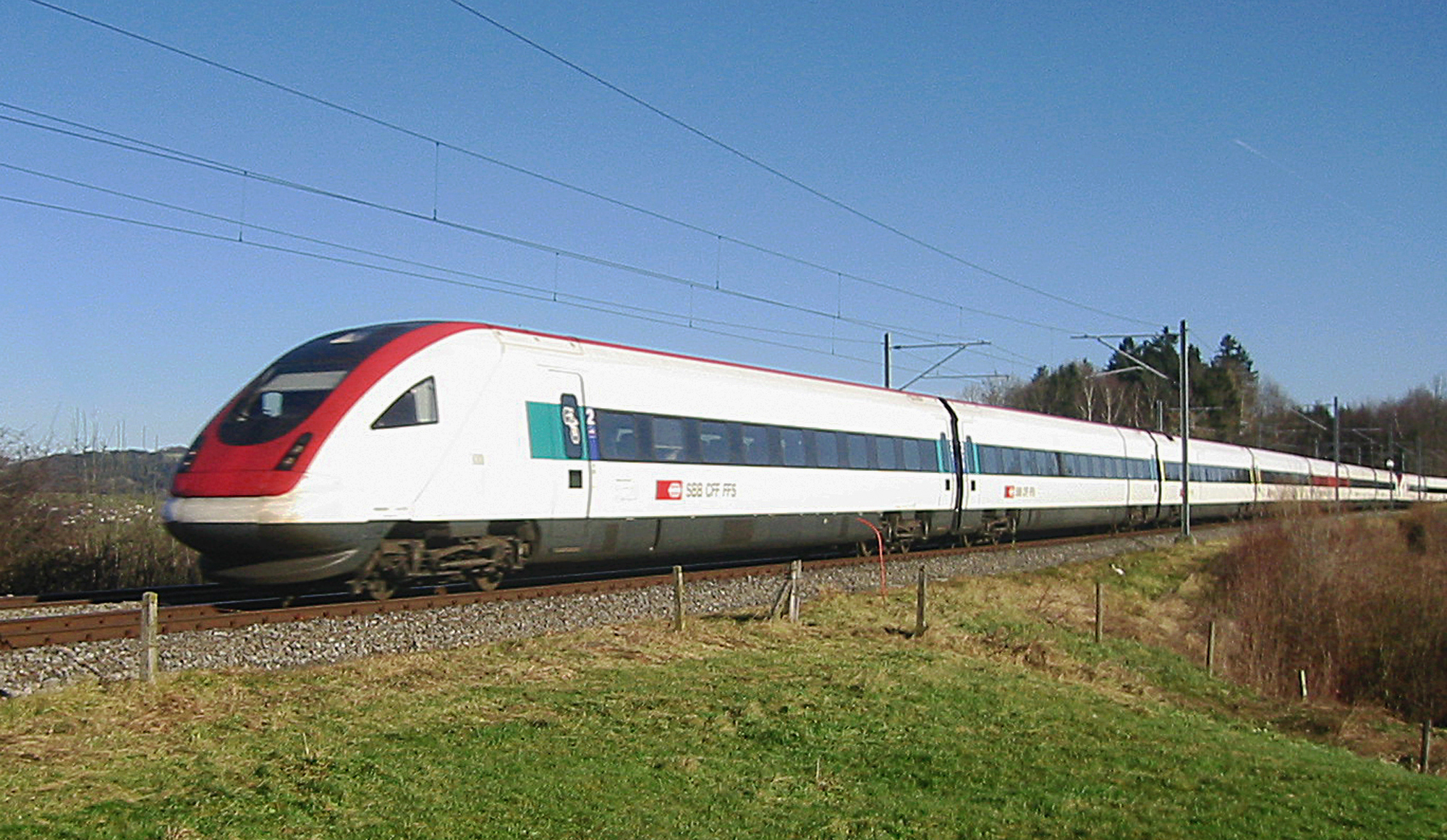
SBB RABDe 500
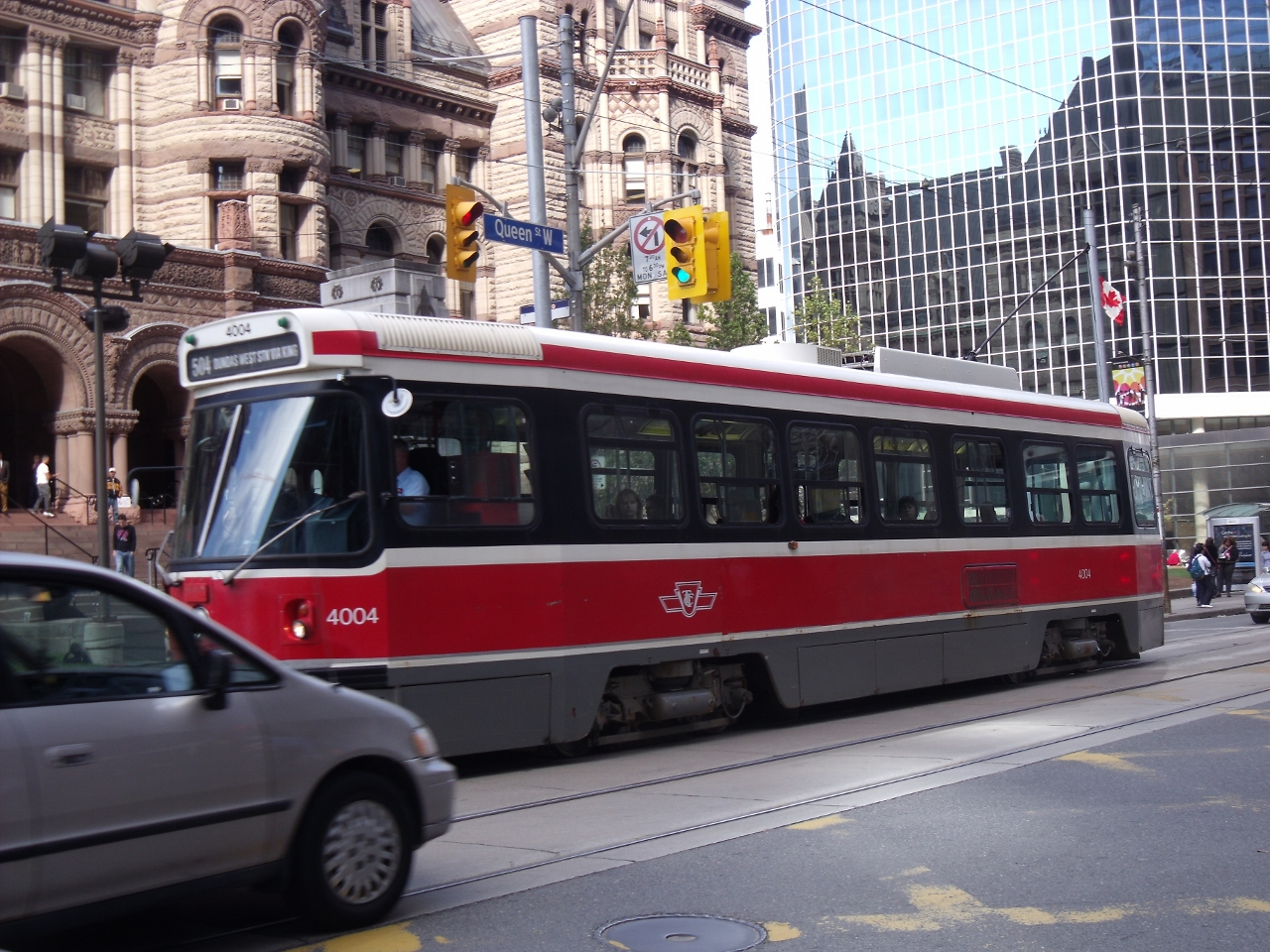
Um CLRV L1 4004 em Toronto
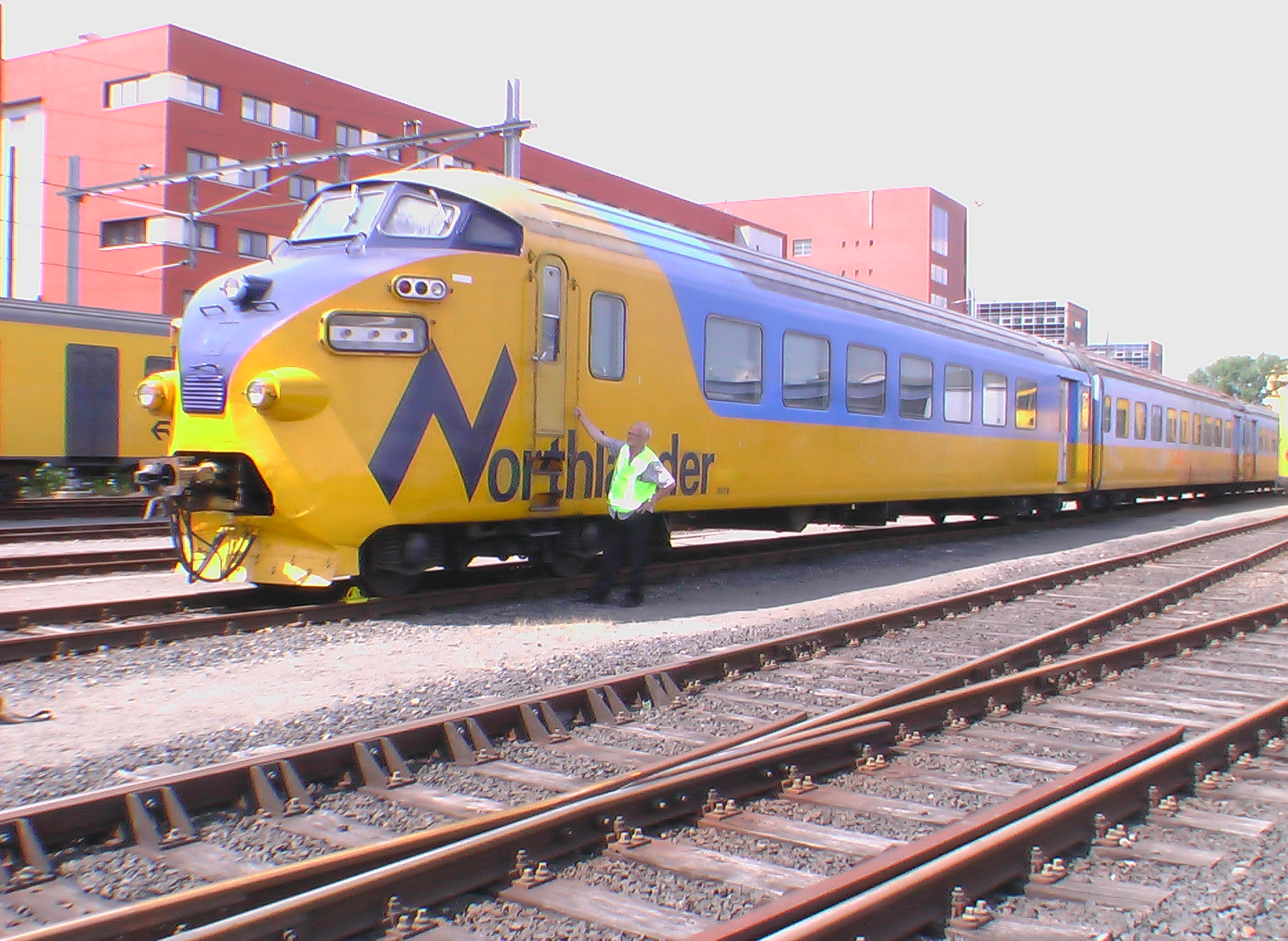
Um SBB RAm TEE I em Ontario
Carro de passageiros do compartimento para a CP construído em 1878